# ماهی که دود می‌کند
ال پز که فوما (به اسپانیایی: El Pez que Fuma) به معنای ماهی‌ای که دود می‌کند یک فیلم سینمایی تولید شده در سال ۱۹۷۷ در سینمای ونزوئلا است. بسیاری معتقدند عنوان این فیلم از نام یک فاحشه خانه در لا گوئائیرا که داستان در آن شکل می‌گیرد، گرفته شده‌است. این فیلم سینمایی در دورهٔ موسوم به «عصر طلایی» سینمای ونزوئلا ساخته شد.
این داستان نشان دهندهٔ واقعیت‌های اجتماعی در جامعهٔ ونزوئلا است که در آن زاغه‌ها، روسپیان، زوج‌های بد زبان و بزهکاری را نشان می‌دهد ولی آن‌ها نقش اصلی و متمرکز فیلم را ندارند. ترکیب عناصر رمان با موسیقی نمادین به همراه تصاویری گزیده، در سراسر فیلم احساسات قهرمانان را در کنار بسیاری از جنبه‌های معمولی فرهنگ ونزوئلا در این فیلم روی داده‌است.

## بازیگران
- Hilda Vera: La Garza
- Miguel Ángel Landa: Dimas
- Orlando Urdaneta: Jairo
- Haydée Balza: Selva María
- Rafael Briceño
- Arturo Calderón
- Claudio Brook
- Eduardo Cortina
- Carlos Flores
- Virgilio Galindo
- Gustavo González
- میمی لاسو
- Karla Luzbel
- Cristobal Medina
- Raúl Medina
- William Moreno
- Ignacio Navarro
- Tony Padron
- Luis Pardi
- Blanca Pereira (as Blanquita Pereira)
- Pilar Romero
- Mary Soliani
- Virginia Vera

## جوایز
- جایزهٔ فیلم شهرداری در بخش بهترین فیلم و بهترین بازیگر نقش مکمل زن (۱۹۷۷)
- جایزهٔ کاتالینا د اورو در جشنواره فیلم کارتاگنا (کلمبیا) (۱۹۷۹)
- جایزهٔ بهترین فیلم در نخستین جشنواره فیلم مریدا (۱۹۸۰)

این فیلم همچنین به عنوان نمایندهٔ ونزوئلا برای حضور در بخش بهترین فیلم خارجی‌زبان در پنجاهمین مراسم جوایز اسکار بود اما برای نامزدی نهایی در این بخش پذیرفته نشد.